# Grzegorz Żabiński
Grzegorz Żabiński (ur. 1975) – polski historyk i archeolog, dr hab. nauk humanistycznych, profesor nadzwyczajny Instytutu Historii Wydziału Humanistycznego Uniwersytetu Humanistycznego-Przyrodniczego im. Jana Długosza w Częstochowie.

## Życiorys
W 1998 ukończył studia historyczne na Uniwersytecie Jagiellońskim, natomiast w 2012 magisterskie studia archeologiczne na Uniwersytecie Warszawskim. 28 czerwca 2002 obronił napisaną pod kierunkiem Krzysztofa Baczkowskiego pracę doktorską Komentarz do traktatu szermierczego Johannesa Liechtenauera – próba analizy źródłowej. 22 października 2015 habilitował się na podstawie oceny dorobku naukowego i pracy zatytułowanej Badania nad uzbrojeniem średniowiecznym, ze szczególnym uwzględnieniem problematyki technologicznej. 
Pracował w Muzeum Zamkowym w Malborku, oraz w Instytucie Historii na Wydziale Nauk Społecznych Uniwersytetu Śląskiego. Objął stanowisko profesora nadzwyczajnego w Instytucie Historii na Wydziale Humanistycznym Uniwersytetu Humanistycznego-Przyrodniczego im. Jana Długosza w Częstochowie.

## Publikacje
- 2001: Działalność braci Piotra i Mikołaja Komorowskich na Górnych Węgrzech w okresie rządów Macieja Korwina[3]
- 2007: Viking Age swords from Scotland[3]
- 2014: Ways of acquisition of firearms and related equipment bin the State of the Teutonic Order in Prussia[3]
- 2015: Technology of manufacture of firearms in the Teutonic order's state in Prussia : gun barrels and metal projectiles[3]